# Grevillea victoriae
Grevillea victoriae é uma espécie de planta com flores da família Proteaceae, sendo endêmica de regiões montanhosas do sudeste da Austrália continental. Trata-se de um arbusto que varia de ereto a espalhado, com folhas elípticas a lanceoladas e cachos pendentes de flores vermelhas a alaranjadas.

## Descrição
Grevillea victoriae é um arbusto ereto a espalhado que alcança de 0,2 a 4 metros de altura, com ramos mais ou menos sedosos e peludos. Suas folhas são elípticas ou estreitamente elípticas a lanceoladas, às vezes ovadas, medindo de 60 a 120 mm de comprimento e de 10 a 35 mm de largura. A superfície superior das folhas é mais ou menos glabra, enquanto a inferior é densamente sedosa ou lanosa. As flores, de coloração vermelha a alaranjada, organizam-se nas extremidades dos ramos ou nas axilas das folhas em grupos cônicos a frouxos, pendentes, por vezes ramificados, sobre um ráquis de 20 a 90 mm de comprimento, com o pistilo de 17 a 26 mm de comprimento. A floração pode ocorrer em qualquer mês, mas é mais comum de agosto a janeiro, na ausência de neve. O fruto é um folículo glabro de 17 a 20 mm de comprimento.

## Taxonomia
A espécie foi formalmente descrita pelo botânico Ferdinand von Mueller, com a descrição publicada em seu livro Definitions of rare or hitherto undescribed Australian plants em 1855. Mueller descobriu a espécie ao escalar o planalto do Monte Buffalo [en] em 1853. Ele a descreveu como "uma planta verdadeiramente majestosa, que, ao descer aos vales, atinge uma altura de 3,6 metros ou mais". O epíteto específico victoriae homenageia a Rainha Vitória.
Três subespécies de G. victoriae são aceitas pelo Censo Australiano de Plantas [en] e pelo Plants of the World Online:
- Grevillea victoriae subsp. brindabella Stajsic[10][11] possui folhas geralmente de 40 a 60 mm de comprimento e de 12 a 18 mm de largura, com uma camada densa de pelos sedosos "organizados" na superfície inferior, ocultando a epiderme subjacente, e 38 a 50 flores por grupo;[12]

- Grevillea victoriae subsp. nivalis Stajsic & Molyneux [en][13][14] tem folhas geralmente de 35 a 100 mm de comprimento e de 15 a 37 mm de largura, com uma camada densa de pelos sedosos ou lanosos "desarrumados" na superfície inferior, ocultando a epiderme subjacente, e 24 a 46 flores por grupo;[12][15][16]

- Grevillea victoriae F.Muell. subsp. victoriae[17][18] apresenta folhas geralmente de 40 a 120 mm de comprimento e de 10 a 25 mm de largura, com uma camada densa de pelos sedosos "organizados" na superfície inferior, ocultando a epiderme subjacente, e 22 a 48 flores por grupo.[12][19][20]

### ComplexoGrevillea victoriae

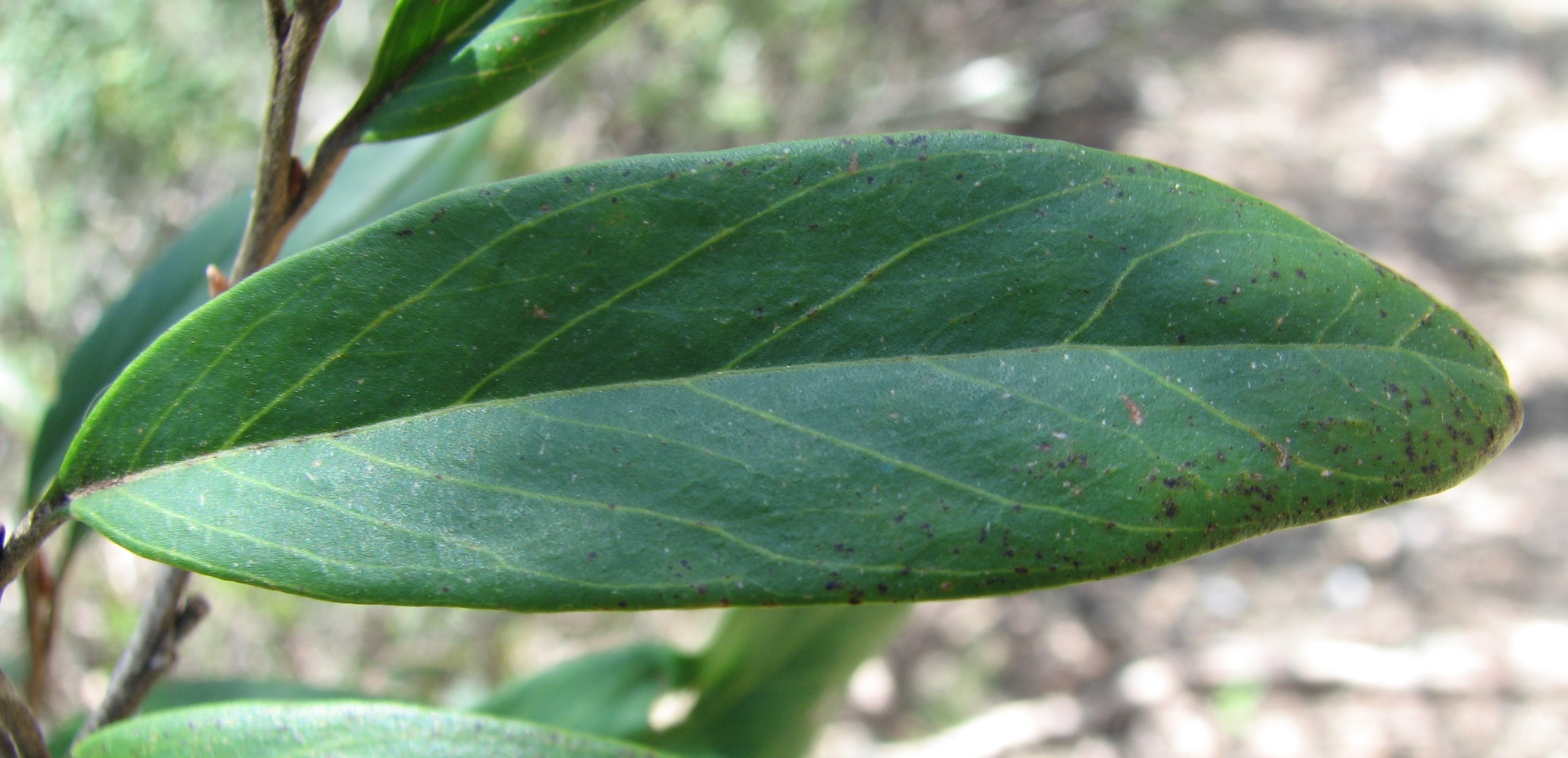
Superfície superior da folha da subespécie victoriae

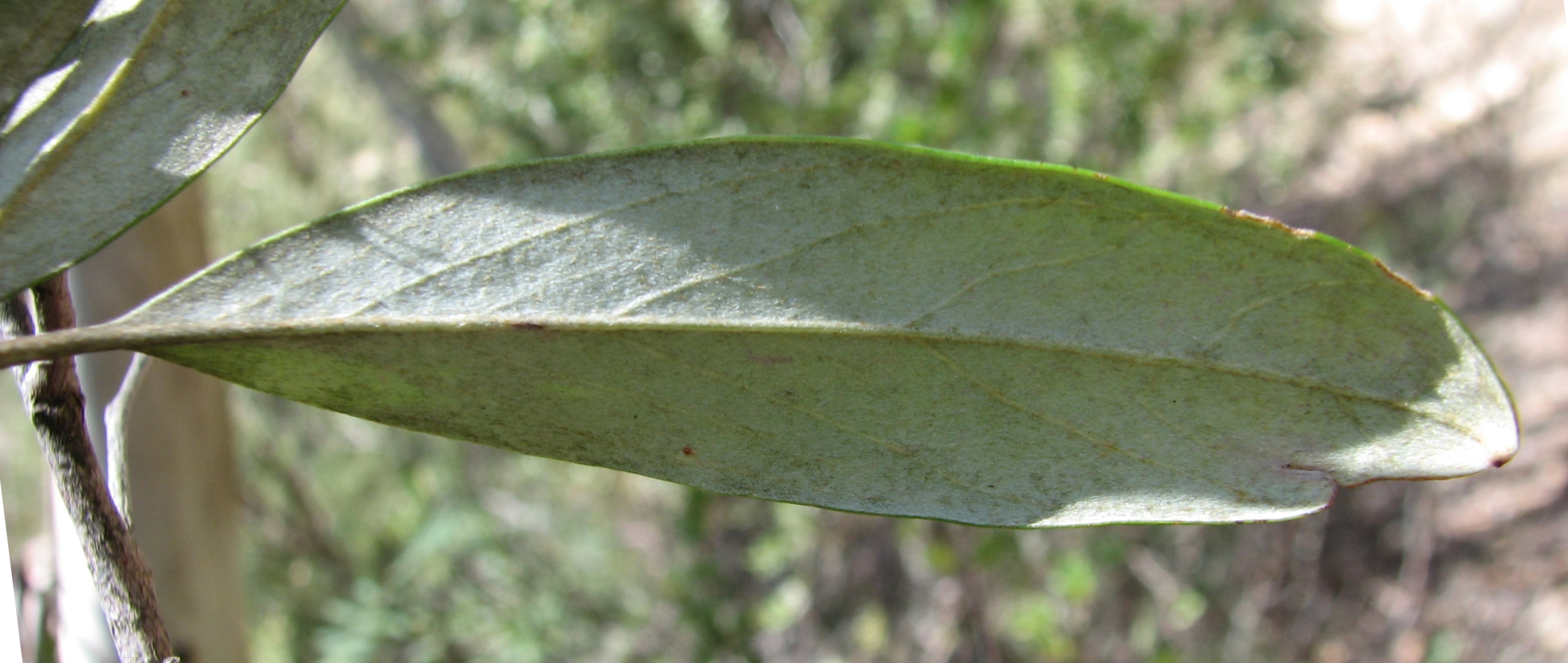
Superfície inferior da folha da subespécie victoriae

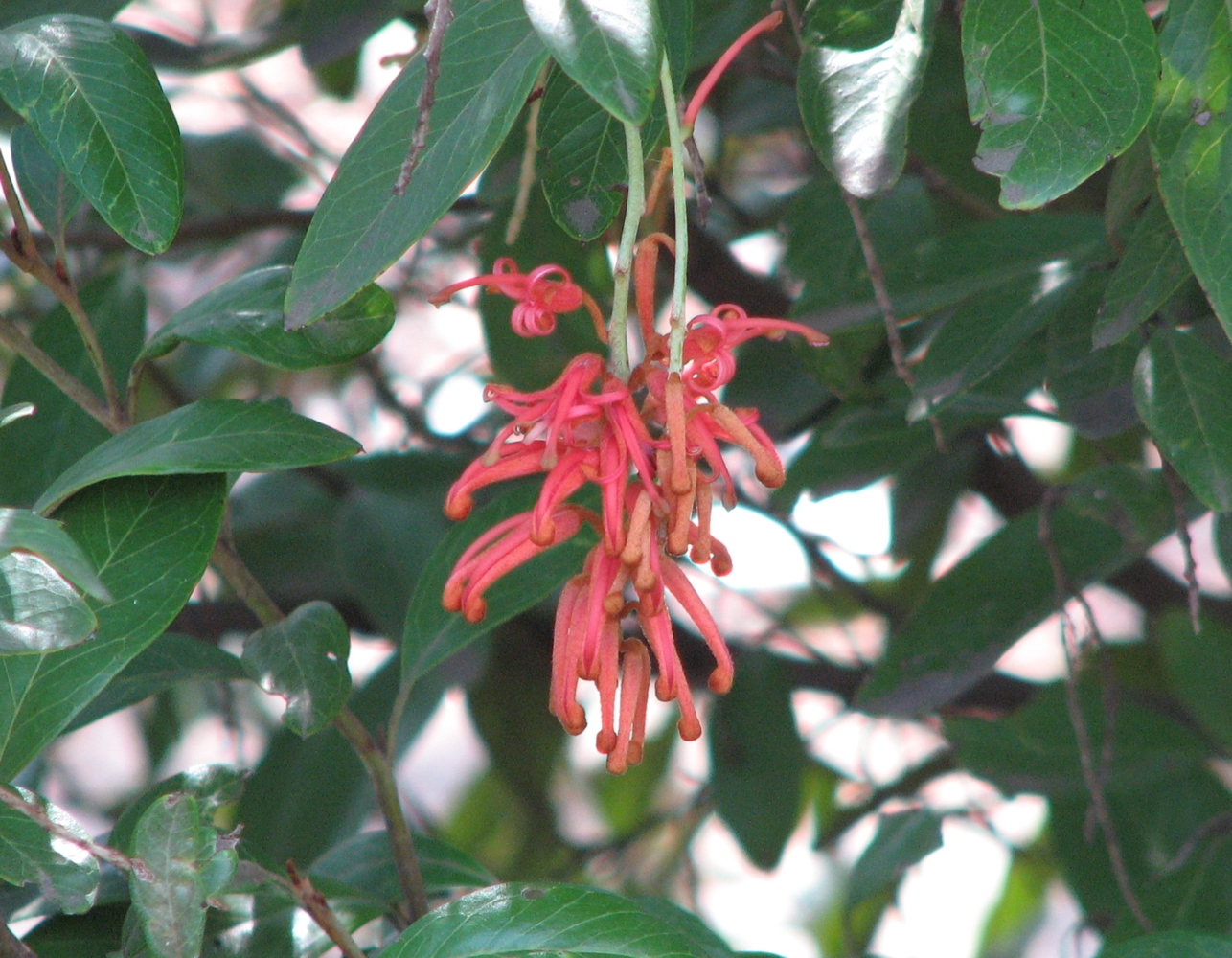
Subespécie nivalis

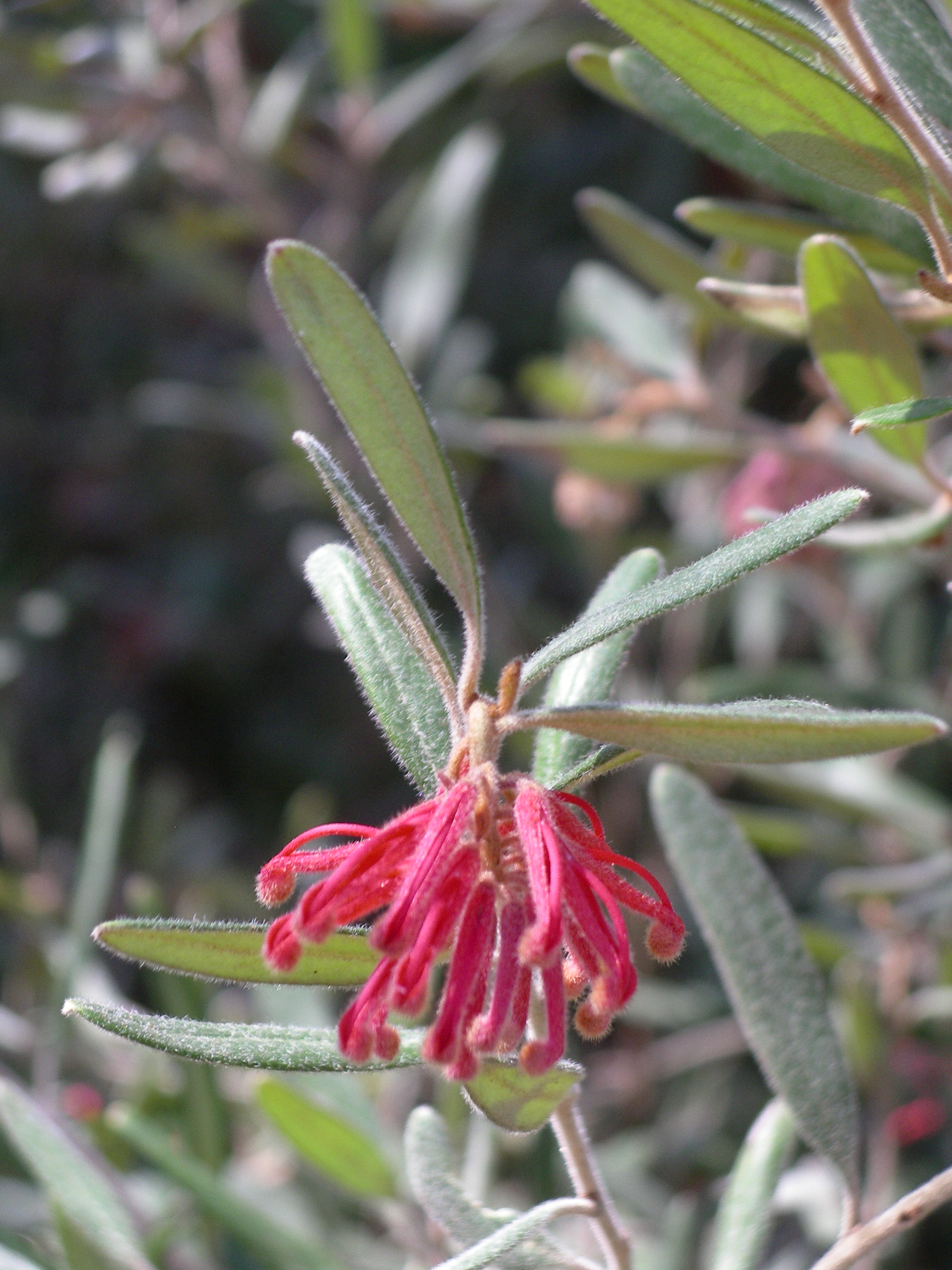
G. irrasa subsp. didymochiton

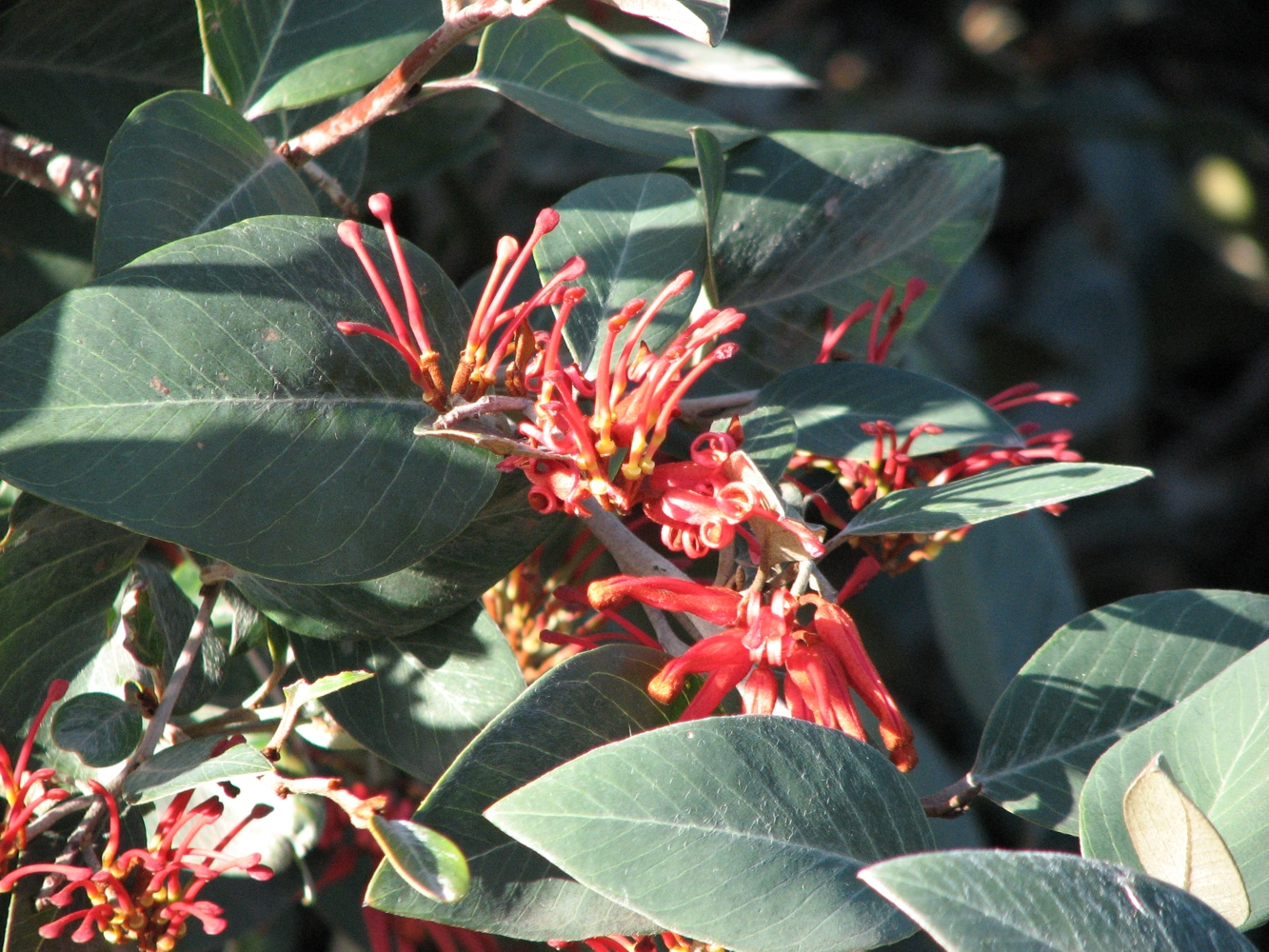
G. sp. 'Mt Burrowa

Em 1993, Donald McGillivray [en] publicou um esboço de 11 raças de Grevillea victoriae, acompanhado de uma descrição de espécimes não atribuídos, incentivando outros botânicos a examinarem mais de perto o complexo G. victoriae. No ano seguinte, G. hockingsii [en], de Queensland, e G. mollis [en], de Nova Gales do Sul, foram segregadas do complexo por Peter Olde e Bill Molyneux. Em 1997, Bob Makinson separou mais duas espécies, G. oxyantha [en] e  G. rhyolitica. G. epicroca [en], G. irrasa [en] e G. monslacana [en] foram segregadas, e G. miqueliana [en] foi restabelecida como espécie distinta na Flora of Australia em 2000. Nesta publicação, Makinson definiu um subgrupo Victoriae dentro do gênero Grevillea da seguinte forma:
| Flora of Australia (2000)        | McGillivray (1993)                                       | Olde & Marriott (1995)                              | Outros sinônimos |
| -------------------------------- | -------------------------------------------------------- | --------------------------------------------------- | --- |
| Grevillea victoriae              | G. victoriae                                             | G. victoriae                                        | |
| G. victoriae subsp. victoriae    | G. victoriae 'race c'                                    |                                                     | |
| G. victoriae subsp. nivalis      | G. victoriae 'race d'                                    |                                                     | G. victoriae 'Murray (Valley) Queen' |
| Grevillea brevifolia [en]        | G. victoriae 'Unassigned 3', G. victoriae 'Unassigned 6' |                                                     | |
| G. brevifolia subsp. brevifolia  | G. victoriae 'race e'                                    |                                                     | |
| G. brevifolia subsp. polychroma  | G. victoriae 'race f' (parcialmente)                     |                                                     | G. brevifolia subsp. 2 (Mt Elizabeth)                                                                                                   |
| Grevillea parvula                | G victoriae 'race f' (parcialmente)                      |                                                     | G. victoriae var. leptoneura, G victoriae var. tenuinervis, G. sp. 3 subsp. 2 (Mt Kaye), G. victoriae 'Mallacoota Inlet' (parcialmente) |
| Grevillea epicroca [en]          | G. victoriae 'Unassigned 5'                              |                                                     | |
| Grevillea monslacana [en]        | G. victoriae 'race h'                                    | G. victoriae 'Lake Mountain form'                   | G. sp. 2 (Lake Mountain) |
| Grevillea miqueliana [en]        |                                                          | G. miqueliana                                       | |
| G. miqueliana subsp. miqueliana  | G. victoriae 'race j'                                    | G. miqueliana 'Typical form'                        | |
| G. miqueliana subsp. moroka      | G. victoriae 'race k'                                    | G. miqueliana 'Mt Wellington form'                  | |
| Grevillea irrasa [en]            | G. victoriae 'race l'                                    | G. sp. aff. miqueliana                              | |
| G. irrasa subsp. irrasa          |                                                          | G. sp. nov. aff. miqueliana 'Form from near Yowaka' | G. sp. 'Nullica' |
| G. irrasa subsp. didymochiton    |                                                          | G. sp. nov. aff. miqueliana 'Form from near Yowrie' | G. sp. 'Belowra' |
| Grevillea oxyantha [en]          |                                                          | G. sp. aff. victoriae 'A'                           | |
| G. oxyantha subsp. oxyantha      | G. victoriae 'race a'                                    |                                                     | G. victoriae 'Canberra form', G. victoriae 'ACT form'                                                                                   |
| G. oxyantha subsp. ecarinata     | G. victoriae 'race b'                                    |                                                     | |
| Grevillea rhyolitica             |                                                          | G. sp. aff. victoriae 'B'                           | |
| G. rhyolitica subsp. rhyolitica  |                                                          |                                                     | |
| G. rhyolitica subsp. semivestita | G. victoriae 'race g'                                    |                                                     | |
| Grevillea diminuta [en]          | G. diminuta                                              | G. diminuta                                         | |
| Grevillea hockingsii [en]        | G. victoriae 'Unassigned 8' (Queensland)                 | G. hockingsii                                       | |
| Grevillea linsmithii [en]        | G. linsmithii                                            | G. linsmithii                                       | |
| Grevillea mollis [en]            |                                                          | G. mollis                                           | G.thymafolia |
| Grevillea cyranostigma [en]      | G. cyranostigma                                          | G. cyranostigma                                     | |

Em 2005, Bill Molyneux e Val Stajsic descreveram as novas espécies Grevillea bemboka [en] e Grevillea callichlaena [en], a nova subespécie G. miqueliana subsp. cincta e elevaram G. brevifolia subsp. polychroma ao status de espécie (Grevillea polychroma [en]). Uma nova espécie, Grevillea burrowa [en], foi formalmente descrita em 2015.

### Grevillea victoriae sensu stricto
Atualmente, há três subespécies reconhecidas em Grevillea victoriae sensu stricto:
- G. victoriae subsp. brindabella - descrita em 2010 (sinônimos: G. aff. victoriae 'Baldy Range', G. aff. victoriae M.Richardson 9);

- G. victoriae subsp. nivalis - formalmente descrita em 2000 por Stajsic e Molyneux em Taxonomic studies in the Grevillea victoriae F.Muell. species complex;[26][27]

- G. victoriae subsp. victoriae.

## Distribuição e habitat

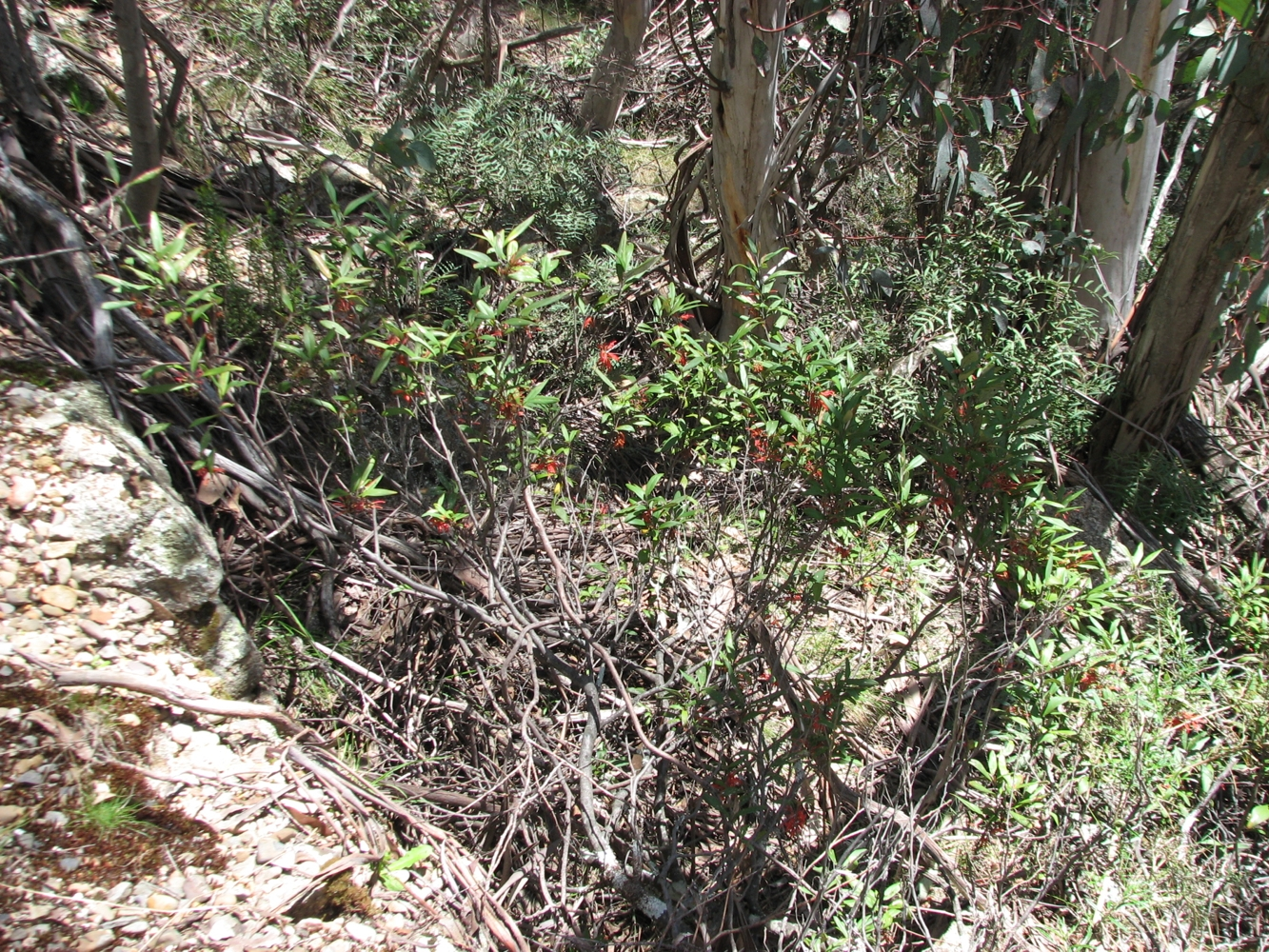
G. victoriae subsp. victoriae em habitat de desfiladeiro rochoso no Parque Nacional do Monte Buffalo, Victoria

Grevillea victoriae ocorre em áreas rochosas e montanhosas do sudeste da Austrália, em florestas, bosques e charnecas. Espécies arbóreas associadas incluem Eucalyptus pauciflora e E. delegatensis [en]. A subespécie G. victoriae victoriae é encontrada em algumas das montanhas mais altas de Victoria, como Monte Bogong, Monte Buffalo [en], Monte Buller [en], Monte Hotham, Monte Howitt [en], Monte St Bernard e Monte Torbreck [en]. A subespécie G. victoriae nivalis ocorre em áreas subalpinas ao redor do Monte Kosciuszko e cordilheiras próximas, desde o Monte Gibbo [en] e a Montanha Sassafras [en] nos alpes de Victoria até Talbingo [en] em Nova Gales do Sul, raramente acima da linha das árvores. A subespécie G. victoriae brindabella é encontrada na Cordilheira Brindabella [en], na fronteira entre Nova Gales do Sul e o Território da Capital Australiana.

## Ecologia
Papa-mel-enfeitado e papa-mel-de-cara-amarela [en] são conhecidos por se alimentar do néctar de Grevillea victoriae sensu lato. No Parque Nacional Kosciuszko, observou-se que muitas espécies de aves deixam a área quando a floração de G. victoriae termina em janeiro.
Os táxons do complexo Grevillea victoriae são considerados intolerantes ao fogo, regenerando-se apenas a partir de sementes.

## Conservação
As subespécies victoriae e nivalis estão listadas como "em perigo" sob a Lei de Garantia da Flora e Fauna de 1988 do governo de Victoria.

## Uso em horticultura
Grevillea victoriae é reconhecida por sua resistência e confiabilidade no cultivo, tendo sido cultivada com sucesso em todos os estados da Austrália, além de Nova Zelândia, Estados Unidos e Reino Unido. As plantas requerem uma posição bem drenada, com exposição total ao sol ou sombra parcial, e se beneficiam de podas para manter uma forma mais compacta. Originária de regiões montanhosas, a espécie tem alta tolerância a geadas e neve. É útil como planta de triagem e para atrair aves ao jardim. Em algumas partes da América do Norte, beija-flores se alimentam das flores de plantas cultivadas no inverno.
A propagação é fácil por sementes ou estacas, e as plantas foram enxertadas com sucesso em porta-enxertos de Grevillea robusta.

### Cultivares

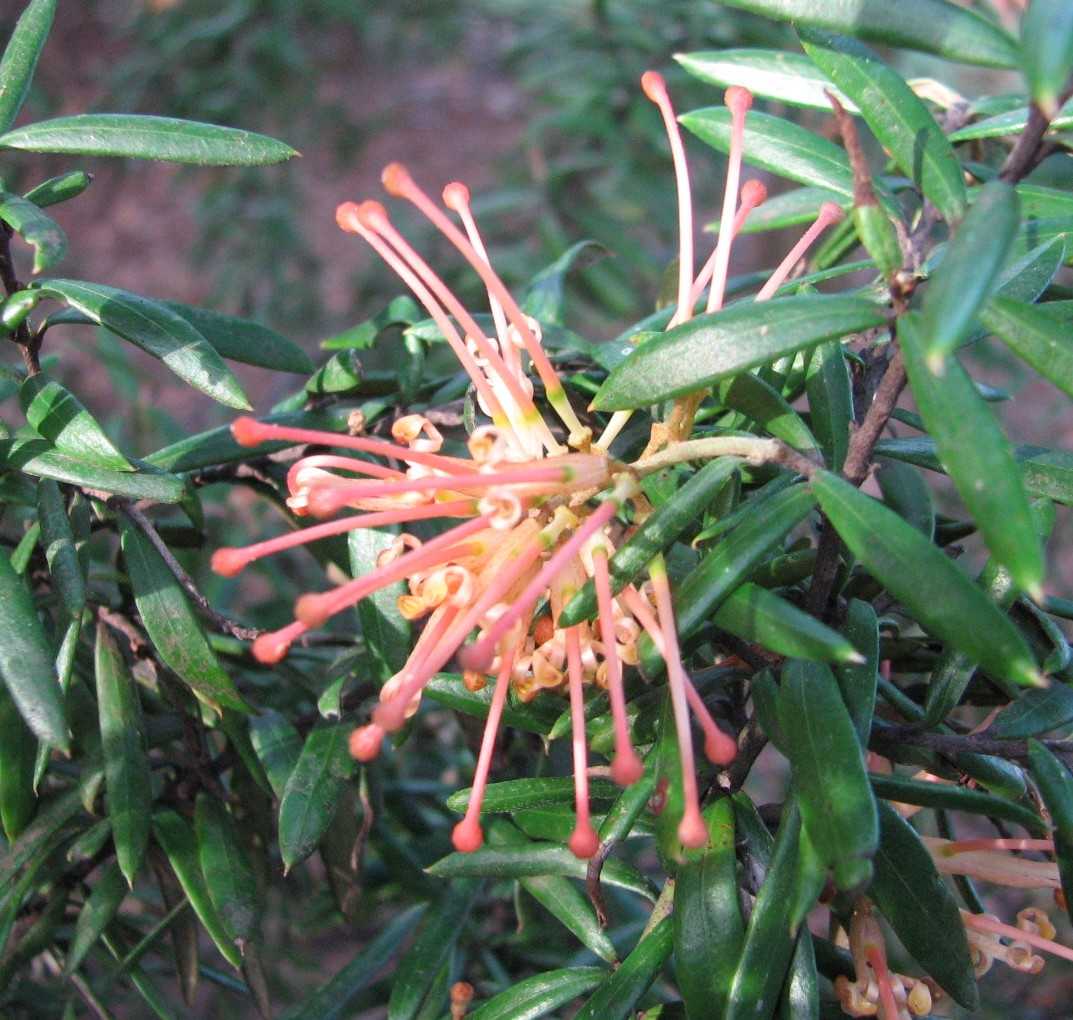
Grevillea 'Poorinda Queen

Diversos cultivares híbridos envolvendo Grevillea victoriae sensu lato foram desenvolvidos, incluindo:
- 'Audrey' - G. juniperina x G. victoriae

- 'Bairnsdale' - muda selecionada de G. 'Poorinda Constance'[37]

- 'Canterbury Gold' - G. juniperina (forma amarela prostrada) x G. victoriae var. leptoneura[38]

- 'Glen Pearl' - G. victoriae x G. juniperina

- 'Lady O' - híbrido de G. victoriae x  G. rhyolitica[39]

- 'Orange Box' - G. polychroma [en] x G. juniperina subsp. juniperina[40]

- 'Poorinda Constance' - forma de Nova Gales do Sul de G. juniperina x forma de flor vermelha de G. victoriae[41]

- 'Poorinda Golden Lyre' - G. alpina x G. victoriae[42]

- 'Poorinda Leane' - G. juniperina x G. victoriae[43]

- 'Poorinda Pink Coral' - forma do nordeste de Victoria de G. juniperina x G. victoriae[44]

- 'Poorinda Queen' - G. juniperina x forma de flor amarela de Grevillea victoriae[45]